# Kriegergedenkstätte Tackhütte

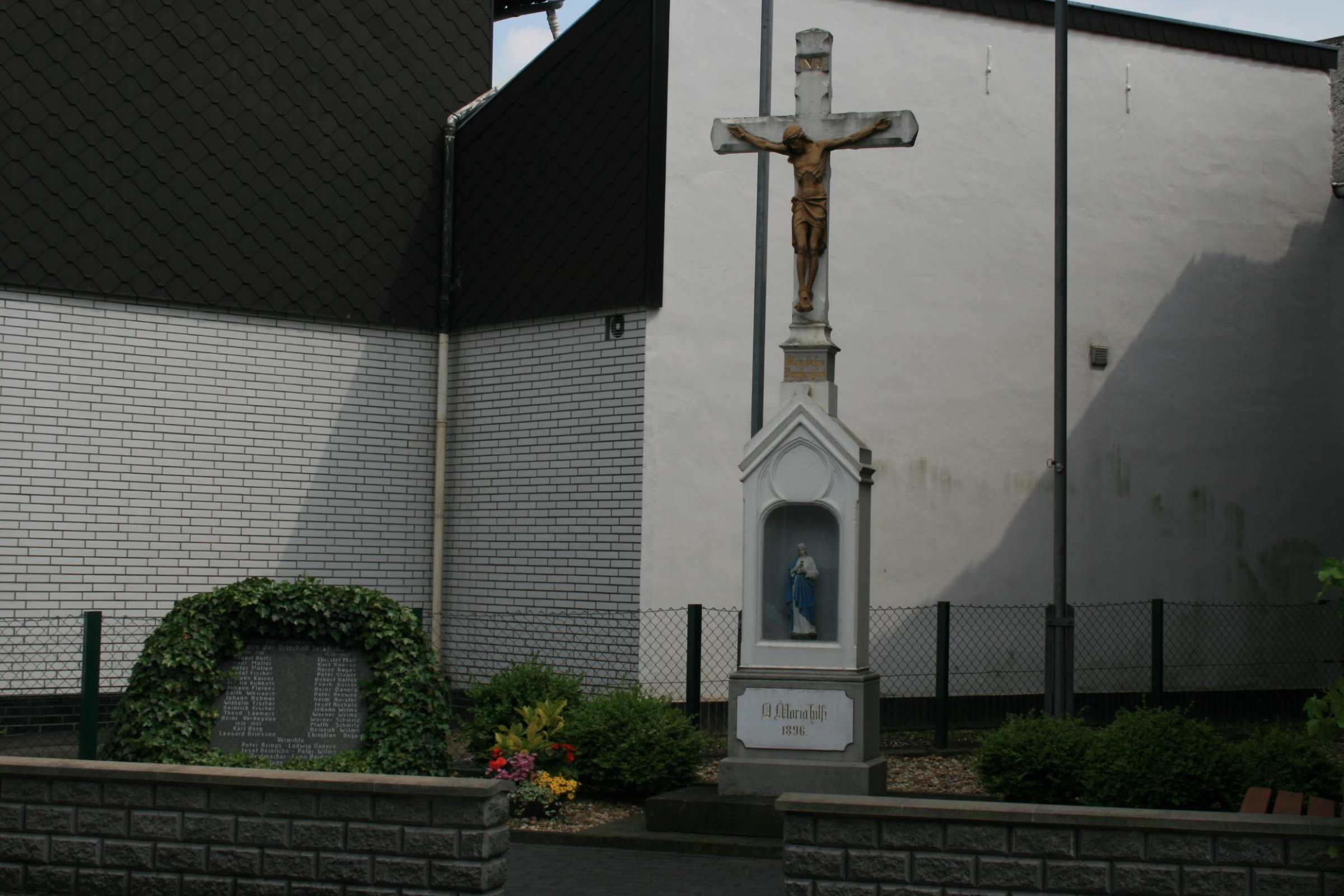
Kriegergedenkstätte (2010)

Die Kriegergedenkstätte Tackhütte steht im Stadtteil Giesenkirchen-Nord in Mönchengladbach (Nordrhein-Westfalen), Tackhütte.
Die Gedenkstätte wurde 1896 erbaut. Sie ist unter Nr. T 018 am 29. September 2009 in die Denkmalliste der Stadt Mönchengladbach eingetragen worden.

## Lage
An der Straße Tackhütte zwischen den Häusern Nr. 38 und 40 im Ortsteil Giesenkirchen steht die Kriegergedenkstätte.

## Architektur
Es handelt sich um ein hohes, neogotisches, weiß gestrichenes Sandsteinkreuz mit rechteckigem Stufenunterbau aus Basaltlava, wuchtigem Mittelteil mit Nische unter Korbbogenabschluss. Das schlichte, satteldachförmige Haubendach leitet zur profilierten Basis des Kreuzes über. Das hoch aufragende Kreuz zeigt einen Gusseisencorpus. Im Sockel steht die Inschrift:
„O Maria hilf 1896“,
an der Basis des Kreuzes eine zweite Inschrift:
„Mein Jesus Barmherzigkeit“.
An der Erhaltung und Nutzung des Objektes besteht ein öffentliches Interesse aus ortsgeschichtlichen, volkskundlichen Gründen. Es ist als Baudenkmal schützenswert.